# Măgura (okręg Caraș-Severin)
Măgura – wieś w Rumunii, w okręgu Caraș-Severin, w gminie Zăvoi. W 2011 roku liczyła 488 mieszkańców. 